# Corystospermaceae
Corystospermaceae — викопна родина насінних папоротей, що існувала у Гондвані протягом пермського, тріасового та юрського періодів. Інколи в літературі вживається назва Umkomasiaceae.

## Поширення
Скам'янілі рештки представників родини знайдені в Африці, Антарктиді, Новій Зеландії, Австралії, Азії та Європі. Найдавніші представники відомі з Йорданії. Виявлені відбитки листя, репродуктивних органів та стовбурів.

## Оригінальна публікація
- H. H. Thomas. 1933. On some pteridospermous plants from the Mesozoic rocks of South Africa. Philosophical Transactions of the Royal Society of London 222B:193-265